# Some Nights
| 전문가 평가          | 전문가 평가 |
| 총 점수              | 총 점수     |
| 출처                 | 점수        |
| -------------------- | ----------- |
| AnyDecentMusic?      | 5.4/10      |
| 메타크리틱           | 60/100      |
| 평가 점수            |             |
| 출처                 | 점수        |
| AllMusic             | [ 3 ]       |
| Alternative Press    | [ 4 ]       |
| Entertainment Weekly | B−          |
| The Guardian         | [ 6 ]       |
| The Independent      | [ 7 ]       |
| Now                  | 4/5         |
| PopMatters           | 4/10        |
| Q                    | [ 10 ]      |
| Rolling Stone        | [ 11 ]      |
| Spin                 | 7/10        |

《Some Nights》는 미국의 팝 록 밴드 펀의 두 번째이자 마지막 스튜디오 음반이다. 2012년 2월 21일 주요 레이블 워너 뮤직 그룹의 자회사인 퓨얼드 바이 라멘을 통해 발매되었다. 2011년에 녹음되어 제프 바스커가 프로듀싱을 하였다. 새로운 레이블에 서명한 후, 밴드는 2011년 내내 9개월 이상 《Some Nights》를 작업하기 시작했다.
〈We Are Young〉은 이 음반의 리드 싱글로 발매되었고 TV와 광고의 도움으로 이 밴드를 주류로 성장시켰다. 그것은 6주 동안 미국 빌보드 핫 100에서 1위를 차지했고 얼터너티브 송은 6백만 건이 넘는 디지털 다운로드로 2주 동안 1위를 했다. 타이틀곡은 두 번째 싱글로 임관되어 빌보드 핫 100 차트 3위에 올라, 680만 개의 디지털 다운로드와 함께 얼터너티브 송의 두 번째 1위를 차지했다. 그 음반은 메타크리틱에 의하면 엇갈린 평가를 받았다. 이 밴드는 후에 그래미 어워드 최우수 신인상을 받았고, 〈We Are Young〉은 올해의 노래상을 받았다. 펀은 네 개의 그래미 어워드 후보에 올랐는데, 두 개는 〈We Are Young〉과 두 개는 음반 자체였다.

## 배경
펀은 2010년 말 퓨얼드 바이 라멘과 계약을 맺었다. 과거 메이저 레이블에 합류할 것을 우려했던 리드 보컬 네이트 루스는 "양쪽이 서로 무슨 관계가 있는지 알고 있는 것처럼 접근했다"고 말하며 그 전환이 그룹에게는 "매우, 매우 쉽다"고 회상했다. 그 전환은 거의 9개월 동안 레이블이 부착된 작업에서 이루어졌는데, 이때 레이블의 헤드가 밴드에 손을 내밀었다. 루스는 레이블을 위해 고용된 근로자들이 펑 쇼의 티켓을 직접 구입하고 "당신이 함께 일하고 있는 아티스트를 위해 일반적으로 예약한 열정으로 우리에 대해 이야기 할 것"이라고 우쭐해했다. 밴드 내에서 오랜 토론 끝에 밴드는 레이블을 시도하기로 결정했다.

## 상업적 성과
이 음반은 미국 빌보드 200에서 첫 주 7만 장의 판매고를 올리며 3위로 데뷔했다. 이 음반은 플래티넘 인증을 받았으며, 2015년 2월 현재 160만 장 이상이 팔렸다.
영국에서는 2012년에 31만 장이 팔렸다.
이 음반의 리드 싱글 〈We Are Young〉은 2001년 12월 니켈백의 〈How You Remind Me〉 이후 빌보드 핫 100 1위를 차지한 첫 번째 멀티 멤버 밴드가 되었다. 또한 7주 연속 일주일에 30만건 이상의 다운로드를 얻어 총 300만건의 다운로드를 달성한 최초의, 그리고 유일한 튠이 됨으로써 차트 역사상 각주를 획득했다.

## 곡 목록
모든 곡들은 특별한 언급이 없는 한 네이트 루스, 앤드류 도스트, 잭 안토노프 그리고 제프 바스커에 의해 작사/작곡하였다.
| #   | 제목                                 | 작사·작곡                                                       | 재생 시간 |
| --- | ------------------------------------ | --------------------------------------------------------------- | --------- |
| 1.  | 〈Some Nights (Intro)〉              |                                                                 | 2:18      |
| 2.  | 〈Some Nights〉                      |                                                                 | 4:37      |
| 3.  | 〈We Are Young (Feat. 저넬 모네이)〉 |                                                                 | 4:10      |
| 4.  | 〈Carry On〉                         |                                                                 | 4:38      |
| 5.  | 〈It Gets Better〉                   |                                                                 | 3:36      |
| 6.  | 〈Why Am I the One〉                 |                                                                 | 4:47      |
| 7.  | 〈All Alone〉                        |                                                                 | 3:04      |
| 8.  | 〈All Alright〉                      | 루스, 도스트, 안토노프, 바스커, N. 코비, 제이크 원, 에밀 헤이니 | 3:57      |
| 9.  | 〈One Foot〉                         | 루스, 도스트, 안토노프, 헤이니                                  | 3:32      |
| 10. | 〈Stars〉                            |                                                                 | 6:53      |

## 인증
| 국가                                                                                         | 인증        | 판매량/출하량 |
| -------------------------------------------------------------------------------------------- | ----------- | ------------- |
| 오스트레일리아 (ARIA)                                                                        | 플래티넘    | 70,000^       |
| 덴마크 (IFPI Danmark)                                                                        | 골드        | 10,000        |
| 프랑스 (SNEP)                                                                                | 골드        | 50,000*       |
| 아일랜드 (IRMA)                                                                              | 플래티넘    | 15,000^       |
| 이탈리아 (FIMI)                                                                              | 골드        | 25,000        |
| 일본 (RIAJ)                                                                                  | 골드        | 100,000^      |
| 뉴질랜드 (RMNZ)                                                                              | 플래티넘    | 15,000^       |
| 스웨덴 (GLF)                                                                                 | 골드        | 20,000        |
| 영국 (BPI)                                                                                   | 플래티넘    | 310,000       |
| 미국 (RIAA)                                                                                  | 3× 플래티넘 | 1,600,000     |
| 요약                                                                                         |             |               |
| 전세계 (2012년)                                                                              | —           | 1,800,000     |
| *판매량을 기반으로 한 인증 · ^출하량을 기반으로 한 인증 · 판매량+스트리밍을 기반으로 한 인증 |             |               |